# Conductivitatea gazelor

## Conductivitatea electrică a gazelor
Dacă într-un gaz apar, printr-un mecanism oarecare, sarcini electrice libere (electroni, ioni pozitivi, ioni negativi) atunci gazul devine conductor de electricitate. De altfel, întotdeauna există în gaze un număr mic de sarcini electrice libere ca urmare a acțiunii unor agenți izolanți externi permanenți, ca radiația cosmică, radioactivitatea pământului etc. Astfel, în general nu există gaze care să reprezinte, să fie izolatori electrici ideali; există cel mult gaze cu o conductibilitate electrică foarte mică, care poate fi masurată doar cu aparate cu sensibilitate mare.